# Gilda Mignonette
Gilda Mignonette, nome d'arte di Griselda  (o Giselda) Andreatini (Napoli, 23 aprile 1896 – Mar Mediterraneo, 8 giugno 1953), è stata una cantante e sciantosa nel teatro di varietà italiana.

## Biografia
Battezzata "la Regina degli emigranti" dalle colonie italo-americane, Gilda Mignonette (nata nel quartiere Duchesca nel 1896) debuttò giovanissima nei teatri di varietà e café-chantant del capoluogo partenopeo, riscuotendo un moderato successo. Passò poi al canto, dove si distinse in un repertorio di canzoni napoletane, drammatiche e struggenti.
Nel 1910 affrontò le prime tournée all'estero, in particolare in Spagna, Ungheria e Russia. Nel 1911 compì il suo primo viaggio oltre oceano in Argentina, dove ottenne le sue prime affermazioni al Casino Moulin Rouge di San Paulo. Nello stesso anno, la tournée si spostò in Russia, dove ottenne molte acclamazioni nei teatri Aleksander Park e Grand Hotel di Odessa e al Theatre des Bouffes di Mosca.
Nel 1915 tornò per la seconda volta in America Latina, riscuotendo un enorme successo al teatro Casino di Buenos Aires e al teatro Star di Cuba.
Nel 1919 debuttò nella prosa, unendosi alla compagnia di Raffaele Viviani. Andò in scena, con il ruolo di Carmilina 'a stiratrice nella commedia di Viviani Lo sposalizio. Due anni dopo debuttò anche nella rivista, unendosi alla compagnia R.o.s.e.a. (Riviste, Operette, Sketch, Eccentricità, Attualità) diretta da Gigi Pisano e Cesare Faras.
Il suo trasferimento a New York nel 1924, dove continuò la sua carriera di cantante, ne decretò il successo internazionale: la Mignonette divenne infatti una delle cantanti napoletane più famose negli Stati Uniti d'America. Tornò spesso in madrepatria per esibirsi, divenendo anche in Italia molto popolare nel suo genere.
Nel 1925, a ridosso dei trionfi newyorkesi, firmò il suo primo contratto discografico con la storica etichetta Phonotype, dando inizio alla sua lunga discografia che terminò soltanto nel 1951, un anno e mezzo prima della morte, con la sua ultima incisione, Malafemmena di Totò.
Tra i più importanti concerti a New York, quelli memorabili al Guild Lyric Theatre, unica artista straniera nel tempio della musica americana.
Il suo repertorio era costituito principalmente da canti di emigranti, quali 'A meglia voce, E l'emigrante chiagne, 'A cartulina 'e Napule, 'O paese d' 'o sole, Mandulinata e l'emigrante, Connola senza mamma, 'A voce mia, Santa Lucia luntana. In assoluto, la sua ultima incisione fu Malafemmena, disco oggi molto ricercato dai collezionisti.
A New York formò una propria compagnia di varietà, "Compagnia di sceneggiata Mignonette", nella quale militavano anche Farfariello, Vittorio Parisi, Laura e Alberto Colombo e altri. Fece conoscere la sceneggiata napoletana in tutto il mondo e il maggior successo fu "Anema ardente" firmata da Pasquale Febbrajo. Ebbe il suo picco di massimo successo negli Stati Uniti con la canzone 'A cartulina 'e Napule e con la rivista Faccetta nera.
Proprio a causa di quest'ultima rivista, in cui si celebrava l'impresa imperialista italiana in Etiopia, nel 1941 l'FBI irruppe nel Majestic Theatre, a pochi passi da Times Square intimando alla cantante di interrompere l'esibizione. Mussolini aveva appena dichiarato guerra agli Stati Uniti e così, dal 1941 al 1948, la FBI dichiarò sovversivi i suoi dischi, impedendole di registrare i 78 giri presso qualsiasi etichetta discografica.
Nel 1949 Gilda Mignonette fu nominata Dama Commendatrice dal Presidente dell'Argentina Juan Domingo Perón con tutti gli onori e i privilegi inerenti al grado conseguito.
Ammalatasi di cirrosi epatica, espresse il desiderio di morire nella propria città natale ma non riuscì ad arrivarvi. Durante la traversata da New York sulla transoceanica "Homeland", morì a ventiquattro ore dall'arrivo previsto a Napoli. Sul certificato di morte vennero riportate le coordinate del punto in cui si spense, latitudine 37º 21' Nord e longitudine 4º 30' Est. Dopo la sua morte, suo marito Frank Acierno ritornò a New York e si risposò con Anna Maria Moroni. Il suo ricordo in America è ancora vivissimo: vengono realizzati spettacoli e programmi radiofonici in suo onore e un noto ristorante di Little Italy ha inserito nel suo menù il "filetto alla Gilda Mignonette".
Gilda Mignonette è sepolta nel Cimitero di Poggioreale. Sulla lapide della tomba ove riposa, nei pressi dell'entrata principale a sinistra, è segnalata con il nome di Giselda anziché Griselda.
La Phonotype Record ha pubblicato, in memoria di questa artista, quattro CD che racchiudono quanto di meglio abbia registrato nella sala di Mezzocannone a Napoli nel 1933 e nel 1937.
Nel 2008 la casa editrice Magmata ha pubblicato la sua biografia firmata da Antonio Sciotti intitolata Gilda Mignonette Napoli-New York solo andata che mette in luce la sua escalation per la conquista di New York. La biografia è completata da una ricca ed esaustiva discografia sia italiana che americana. Questo lavoro è realizzato esclusivamente su documenti di prima mano e chiarisce molte leggende inventate intorno al personaggio.

## Discografia parziale
Di seguito la discografia parziale di Gilda Mignonette:

### 78 giri
- 1926: Se chiamma mistero/Voglio a te (Columbia, CQ 112)
- 1926: Avemmaria/La mia dorce friddigliosa (Columbia, CQ 113)
- 1927: Tarantella d' 'e canzone/Meza sì e meza no (Odeon, O 10049)
- 1927: Ciardiniero e ciardiniera/'a canzone mia (Odeon, O 10050)
- 1927: T'o volo 'e De Pinedo/E l'emigrante chiagne (Odeon, O 10051)
- 1931: Paraviso e fuoco eterno/Adduormete cu me (La voce del padrone, GW 817)
- 1933: E a Napule ce sta/Che bene voglio a te (La voce del padrone, HN 052)
- 1933: Manelle fredde/L'urdemo 'nnammurato (La voce del padrone, HN 053)

### 45 giri
- 1964: A cartulina ‘e Napule/Fantasia (KappaO, K 10.027)

### 33 giri
- 1970, Gilda Mignonette Volume I, Phonotype AZQ 40009 - 1) Fantasia 2) O balcone ‘e Napule 3) Mandulinata e l'emigrante 4) Santa Lucia luntana 5) Mandulinata a Surriento 6) Nun me scetà 7) ‘A cartulina ‘e Napule 8) Serenata napulitana 9) Tammurriata americana 10) Rosa mmiez'e rose 11) Passione 12) Piscatore ‘e Pusilleco
- 1981, Gilda Mignonette Volume 17, Phonotype AZQ 40059 (2 dischi) - 1) Serenata ‘e ‘na femmena 2) Acqua santa 3) Sempe pe te Marì 4) Napule addò sta cchiù 5) Ventiquattrore 6) Cagne strada 7) Napoli tutta luce 8) Popolanella 9) Connola senza mamma 10) Guardo in cielo e son felice. Il secondo album vede incisioni di Fernando De Lucia
- 1982, Gilda Mignonette Volume 18, Phonotype AZQ 40060 (2 dischi) - 1) Ombra d'o mare 2) Fa bene e scordate 3) Una notte con le stelle e con te 4) Serenata a Maria 5) Fiamma di gelosia 6) O paese ‘e Maria 7) Mese gentile 8) Rondinella 9) Mamma non dirmi nulla 10) L'urdemo capriccio. Il secondo album vede incisioni di Formisano, Gabrè, Massa, Ciaramella, Rondinella, Vitolina, Cantalamessa, D'Avigny, Sampieri, De Angelis.

### Compilation 33 giri
- 1964, Caffè Concerto - Gilda Mignonette canta "Connola senza mamma", Dischi Ricordi MRP 9036
- 1971, I grandi della canzone napoletana: Libero Bovio - Gilda Mignonette canta "O paese d'o sole", Phonotype AZQ 40013
- 1978, Fonografo Italiano: Cartoline da Little Italy III - Gilda Mignonette canta "O volo ‘e De Pinedo"', Fonit Cetra FC 3643
- 1980, Fonografo Italiano: Lacrimevolissimevolmente - Gilda Mignonette canta "Serenata ‘e ‘na femmena", Fonit Cetra FC 3633
- 1984, Quando i poeti cantano: Eamario - Gilda Mignonette canta "Tre Napule", Interfonia ITF 354

### Cd
- 1993
  - Gilda Mignonette, Phonotype CD 0017 CEL     - ‘A cartulina ‘e Napule
    - Serenata napulitana
    - Tammurriata americana
    - Rosa mmiez'e rose
    - Passione
    - Piscatore ‘e Pusilleco
    - Fantasia
    - O balcone ‘e Napule
    - Mandulinata e l'emigrante
    - Santa Lucia luntana
    - Mandulinata a Surriento
    - Nun me scetà 13 Ombra d'o mare
    - Serenata ‘e ‘na femmena
    - Guardo in cielo e son felice
    - Cagne strada
    - Popolanella
    - Connola senza mamma
- 1999
  - Gilda Mignonette Volume 2, Phonotype CD 0086 CEL     - 'O paese d'o sole
    - Fa bene e scordate
    - L'urdemo capriccio
    - Guardo in cielo e son felice
    - Mese gentile
    - Fiamma di gelosia
    - ‘A casa d'e rose
    - Vieneme ‘nzuonno
    - Acqua santa
    - Sempe pe te Marì
    - Torna
    - Ventiquattrore
    - ‘O paese ‘e Maria
    - Napoli tutta luce
    - Rondinella
    - Mamma non dirmi nulla
    - Una notte con le stelle e con te
    - Serenata a Maria
    - Manname ‘e cunfiette.
- 2000
  - Tagliaferriana, Phonotype CD 0128 CEL     - Tutta pe' me
    - Adduormete cu mme
    - Tarantella internazionale
    - Paraviso e fuoco eterno
    - E a Napule ce sta
    - Che bene voglio a te
    - Demone
    - ‘A canzone d'a felicità
    - Napule e Surriento
    - Canzone all'amore
    - Pansèes appassite
    - Nun me scetà
    - ‘A cartulina ‘e Napule
    - Fantasia
    - Pout-pourrì (Tagliaferriana)
- 2006
  - Gilda Mignonette: Napoli-New York solo andata, Phonotype CD CEL 0343     - Addio felicità
    - Anema nera
    - Ammore canta
    - Cumpagna d'o core
    - E tre Marie
    - Faccetta nera
    - Reginella
    - Mandulinata ‘e Napule
    - ‘O vole ‘e De Pinedo
    - Serenata a mmare
    - Torna a Marechiaro
    - Tre ‘nnammurate
    - Voce d'autunno
    - Tre Napule
    - Te ne vaie
    - E ppentite
    - N'accordo in fa
    - Zappatore.
 Disco incluso nella biografia Gilda Mignonette: Napoli-New York solo andata pubblicata dalla Magmata e firmata da Antonio Sciotti

### Compilation Cd
- 1991, Divi e Divine - "Nun me scetà" con Vittorio Parisi, Armando Curcio Editore, disco allegato al Fascicolo n° 33 Il Dizionario della Canzone Italiana
- 2000
  - Le antiche voci della canzone napoletana: Le voci femminili Vol. 1 - "Torna", "Vieneme ‘nzuonno", "Manname ‘e cunfiette", "A casa d'e rose", Emi 7243 5 243692 7
  - Le antiche voci della canzone napoletana: Le voci femminili Vol. 2 - "Reginella", Emi 7243 5 243702 3
- 2005, Eamario e le sue canzoni - "Tre Napule", Phonotype CD 0294 CEL